# Neva Morris
Neva Morris (Ames, 3 de agosto de 1895 – Ames, 6 de abril de 2010) foi uma supercentenária americana. No momento de sua morte, com a idade de 114 anos e 246 dias, ela era a pessoa mais velha dos Estados Unidos após a morte de Mary Josephine Ray em 7 de março de 2010. Em 22 de dezembro de 2009 aos 114 anos e 141 dias, Morris superou Olivia Patricia Thomas como a pessoa verificada mais velha de Iowa. Em 13 de fevereiro de 2010, Morris tornou-se uma das 40 pessoas mais velhas de todos os tempos.

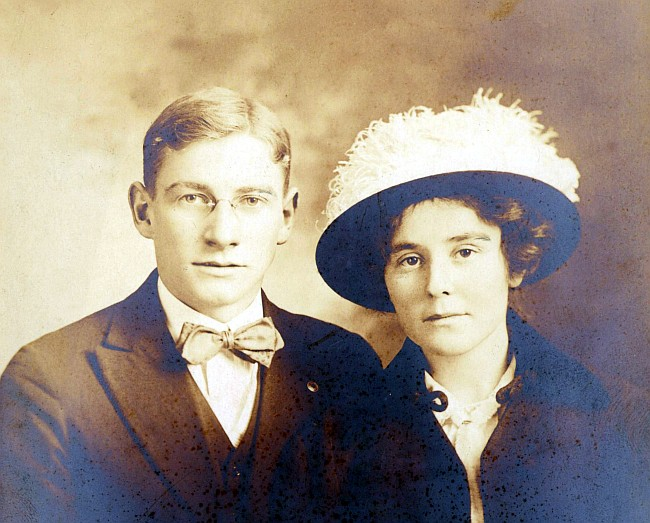
Edward Morris e Neva Freed posando para a foto de casamento em 1914.

## Juventude
Neva nasceu em Ames, Iowa, onde viveu toda a sua vida, a filha mais nova de Schuyler e Cambia Freed. Neva Freed casou-se com Edward Leonard Morris em 1914. O casal teve quatro filhos: Leslee, Mary Jane, Walter e Bettylee. Eles viveram com os pais de Edward, Gertrude Rutherford e Walter Leonard Morris, numa fazenda que abrange 224 acres (0,91 km 2) de terra. Ela ajudou a seus quatro filhos a frequentar a Universidade Estadual de Iowa, criando galinhas, porcos e gado leiteiro. Sua mãe morreu em 1952 aos 88 anos, e sua avó morreu em 1918 aos 91 anos.

## Anos posteriores
O genro de Neva, Tom Wickersham, de 97 anos, que morava na mesma casa de aposentadoria de Morris, disse: "Não doeu que ela tenha trabalhado arduamente durante toda a vida e comeu refeições saudáveis e saudáveis preparadas a partir de carne, produtos lácteos e vegetais produzidos na fazenda." Seu filho mais novo, Walter Morris, de 89 anos, acreditava que seu segredo era sua paixão por carros rápidos. Com 90 anos de idade, ela comprou um Mercury Grand Marquis de 1985. Ela parou de dirigir quando tinha 95 anos.
Seu marido, Edward, morreu em 1960. Aos 99 anos, Morris mudou-se de sua casa de fazenda para North Grand Care Center e depois para a comunidade Northcrest em 1998. De acordo com Wickersham em março de 2010, ela "teve perda de audição e visão, mas foi capaz de participar de atividades limitadas no lar de idosos".

## Morte
Por volta das 4 da manhã, em 6 de abril de 2010, Morris morreu com seu genro de 90 anos ao seu lado. Ela era a segunda pessoa viva mais velha do mundo. Ela deixou um filho, oito netos, dezenove bisnetos e vários tataranetos.
Após sua morte, Eunice Sanborn tornou-se a pessoa mais velha dos Estados Unidos.